# Guancha guancha
Guancha guancha är en svampdjursart som först beskrevs av Eduard Hackel 1872.  Guancha guancha ingår i släktet Guancha och familjen Clathrinidae. Inga underarter finns listade i Catalogue of Life.